# Jabung Candi
Jabung Candi is een bestuurslaag in het regentschap Probolinggo van de provincie Oost-Java, Indonesië. Jabung Candi telt 1933 inwoners (volkstelling 2010).